# Дамњановић
Дамњановић је српско презиме, настало од изараза "син Дамњанов".
Може се односити на следеће особе:
- Јована Дамњановић (1994), фудбалерка која игра за фудбалску репрезентацију Србије.
- Милан Дамњановић (1953), редовни професор на смеру Квантна механика и математичка физика на Физичком факултету Универзитета у Београду и дописни члан Српске академије наука и уметности.
- Радомир Дамњановић Дамњан (1935), сликар и концептуални уметник који живи и ради у Милану и Београду.
- Сања Дамњановић (1987), рукометашица која игра за хрватски клуб РК Подравка Копривница и репрезентацију Србије.